# 열쇠구멍 정원

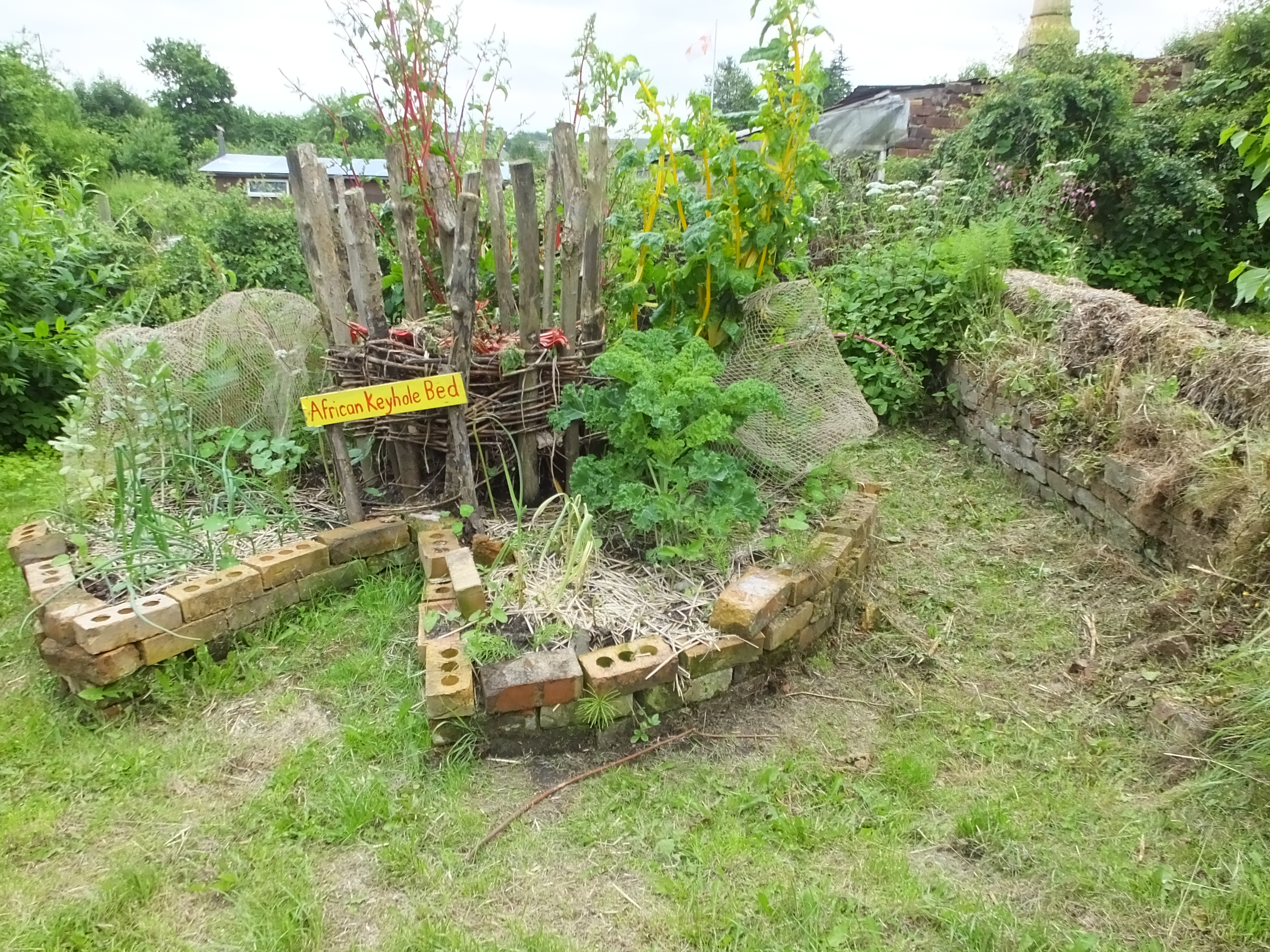
노팅엄의 세인트 앤스 커뮤니티 오차드의 열쇠구멍 정원

열쇠구멍 정원 또는 키홀 가든(Keyhole garden)은 한쪽에 열쇠구멍 모양의 홈이 있는 2미터 너비의 원형 높은 정원이다. 움푹 들어간 부분을 통해 정원사는 조리되지 않은 야채 찌꺼기, 그레이워터(재정수되어 처리된 물) 및 거름을 침대 중앙에 있는 퇴비 바구니에 추가할 수 있다. 이러한 방식으로 성장 기간 내내 퇴비 재료를 바구니에 추가하여 식물에 영양분을 공급할 수 있다. 흙의 윗층은 중앙 바구니에 비해 언덕을 이루고 있으므로 흙은 중앙에서 측면으로 완만하게 아래로 기울어진다. 대부분의 열쇠구멍 정원은 지상에서 약 1m 높이에 돌로 만들어진 벽을 가지고 있다. 돌담은 정원에 형태를 부여할 뿐만 아니라 침대 안에 습기를 가두는 데도 도움이 된다. 열쇠구멍 정원은 레소토에서 시작되었으며 건조하고 건조한 땅과 사막에 잘 적응했다. 아프리카에서는 주방 가까이에 배치하여 상추, 케일, 시금치와 같은 잎채소, 허브, 양파, 마늘, 당근, 사탕무와 같은 뿌리 작물를 재배하는 데 사용된다. 열쇠구멍 정원은 생산량을 극대화하기 위해 식물을 서로 가깝게 배치하는 기술인 집약적 재배에 이상적이다. 토마토나 호박처럼 뿌리가 넓게 뻗어 있는 식물은 열쇠구멍 정원에서 잘 자라지 못할 수도 있다.
열쇠구멍 정원은 짐바브웨의 CARE에서 시작된 디자인을 기반으로 남부 아프리카 식량 안보 비상 사태 컨소시엄(C-SAFE)에 의해 레소토에서 개발되었다. 1990년대 중반 레소토는 세계에서 AIDS/HIV 발병률이 가장 높은 곳 중 하나였다. C-SAFE는 에이즈로 고통 받거나 전통적인 정원을 가꿀 수 없는 사람들을 위해 열쇠구멍 정원을 설계했다. 몸을 굽히지 않고도 작업할 수 있을 만큼 키가 크고, 몸이 약한 사람도 기댈 수 있을 만큼 튼튼하며, 침대 전체가 손에 닿을 만큼 작다. 정원은 퇴비, 거름, 나무 재 및 기타 영양이 풍부한 재료를 층층이 사용하여 건설되므로 대부분의 가정 정원보다 생산성이 높다. 그들은 물을 보유하여 가뭄에 강한다. 벽은 들판에서 주운 일반 돌, 콘크리트 블록, 벽돌 또는 토양에 고정될 만큼 강한 재료로 만들 수 있다. 표면의 식물에 물을 줄 때는 깨끗한 물을 사용하고, 가정용 그레이워터는 퇴비 바구니에 부어 넣는다.
너무 아파서 전통 정원을 가꿀 수 없는 사람들을 위해 설계한 것이지만, 생산성이 뛰어나기 때문에 건강한 사람들이 텃밭으로 짓기 시작했다. 이곳에서 가족은 계승재배를 통해 고부가가치 작물을 재배할 수 있었다. 결국 C-SAFE는 20,000개가 넘는 열쇠구멍 정원을 짓는 데 도움을 줬고, 몇 년 후 다시 돌아왔을 때 90% 이상이 여전히 사용되고 있었다. 오늘날 열쇠구멍 정원은 에티오피아, 르완다, 케냐, 수단, 나이지리아 등 아프리카 전역의 여러 곳에서 발견된다.
아프리카 스타일의 열쇠구멍 정원은 텍사스와 미국의 다른 지역에 지어졌다. 텍사스 마스터 정원사 협회(Texas Master Gardeners Association)는 이를 홍보하기 위해 여러 워크숍을 열었다. 이들은 기본 디자인을 수정하여 퇴비 바구니용 토끼 울타리 또는 닭장으로 만든 12인치 튜브가 있는 6피트 너비의 침대로 표준화했다. 텍사스에서는 유기물을 분해하는 데 도움이 되도록 퇴비 바구니에 붉은 흔들기 벌레를 추가하는 것이 일반적이다. "열쇠구멍 정원"이라는 용어는 영속농업에서 경로의 면적을 줄이기 위해 계속되는 것이 아니라 막다른 경로로 하나 이상의 경로가 배치된 정원 침대를 설명하는 데에도 사용된다. 퍼머컬처 열쇠구멍 정원은 아프리카 품종보다 더 넓고 평평한 경향이 있으며 일반적으로 퇴비 바구니나 퇴비 더미를 침대에 내장하지 않는다. 영구문화주의자들은 퇴비를 섞은 높은 침대를 "바나나 서클"이라고 부른다.

## 같이 보기
- 정원 종류